# 랜디 반스
에릭 랜돌프 (랜디) 반스(Eric Randolph (Randy) Barnes, 1966년 6월 16일 ~ )는 전 미국의 포환던지기 선수이자, 현재 그 종목에서 실외와 실내 세계 기록들을 보유하고 있다.
웨스트버지니아주 찰스턴에서 태어나 세인트 앨번스 근처에서 자라왔다. 세인트 앨번스 고등학교 재학 시절에 포환던지기를 시작한 반스는 1985년 5.44kg의 포환을 던져 인상적인 기록 20.36m를 세웠다. 텍사스 A&M 대학교에 입학하여 7.26kg의 포환과 함께 21.88m의 학교 기록을 깼다.
1988년 서울 올림픽에 참가하여 22.39m의 기록으로 은메달을 땄다. 이듬해 1월 20일 로스앤젤레스에서 열린 실내 대회에서 22.66m의 실내 신기록을 세워 실외 전력을 능가하였다.
1990년 5월 20일에는 23.12m의 기록과 함께 울프 팀머만의 실외 기록을 깼다. 그해 8월 7일 스웨덴 말뫼에서 열린 대회에서 단백동화 스테로이드를 복용한 사실이 밝혀져 27달간 출전을 금지당하였다. 그로 인하여 바르셀로나 올림픽에 참가하지 못하였다.
1996년 애틀랜타 올림픽에서 결승적인 시도에서 21.62m의 기록과 함께 8년 전으로부터 벗어나 금메달을 획득하였다. 1998년 안드로스테네디온의 복용이 밝혀져 다시는 올림픽에 출전하지 못하였다.
2011년 현재 반스의 양기록은 유지되어 있다. 최근 롱드라이브의 경연자가 되어 2005년 세계 롱드라이브 선수권 대회에 나갈 수 있었다.